# Almaguer
Almaguer – miasto w Kolumbii, w departamencie Cauca.